# Хотей
Хотей, Будай (яп. 布袋 — «полотняний мішок» ; кит. спр. 布袋和尚, акад. Будай хешан) — в японській міфології один із «семи богів щастя» , бог спілкування, веселощів та благополуччя . Один із найпопулярніших персонажів нецке. Хотея часто називають «Буддою», помилково приймаючи його зображення за зображення Будди Шакьямуні.

## Походження
Прообразом Хотея послужив китайський монах Ціци, який жив під час династій Тан (618—907) та Пізньої Лян (907—923), віддавав перевагу багатолюдним базарам і блукав по Китаю, заробляючи на життя передбаченням погоди . З майна в нього були лише палиця і мішок для милостинь, званий хотей, від якого чернець і отримав своє прізвисько. Закріпленню цього прізвиська також сприяв другий «мішок» — величезний живіт, який не могла закрити ніяка ряса і в якому за уявленнями китайців була зосереджена життєва енергія ці . Аналогічним животом вирізнявся і Бодхисаттва Майтрея, втіленням якого вважався Ціци, котрий полюбився людям за веселий характер і легку вдачу і став героєм чималої кількості легенд та історій . За легендою там, де він з'являвся, до людей приходив успіх, здоров'я та добробут. Якщо хтось питав, що знаходиться в його мішку, він відповідав: «Там у мене весь світ». У XV столітті Хотей, як втілення щастя і безтурботності, був включений в Японії до семи божеств щастя .

## Виконання бажань

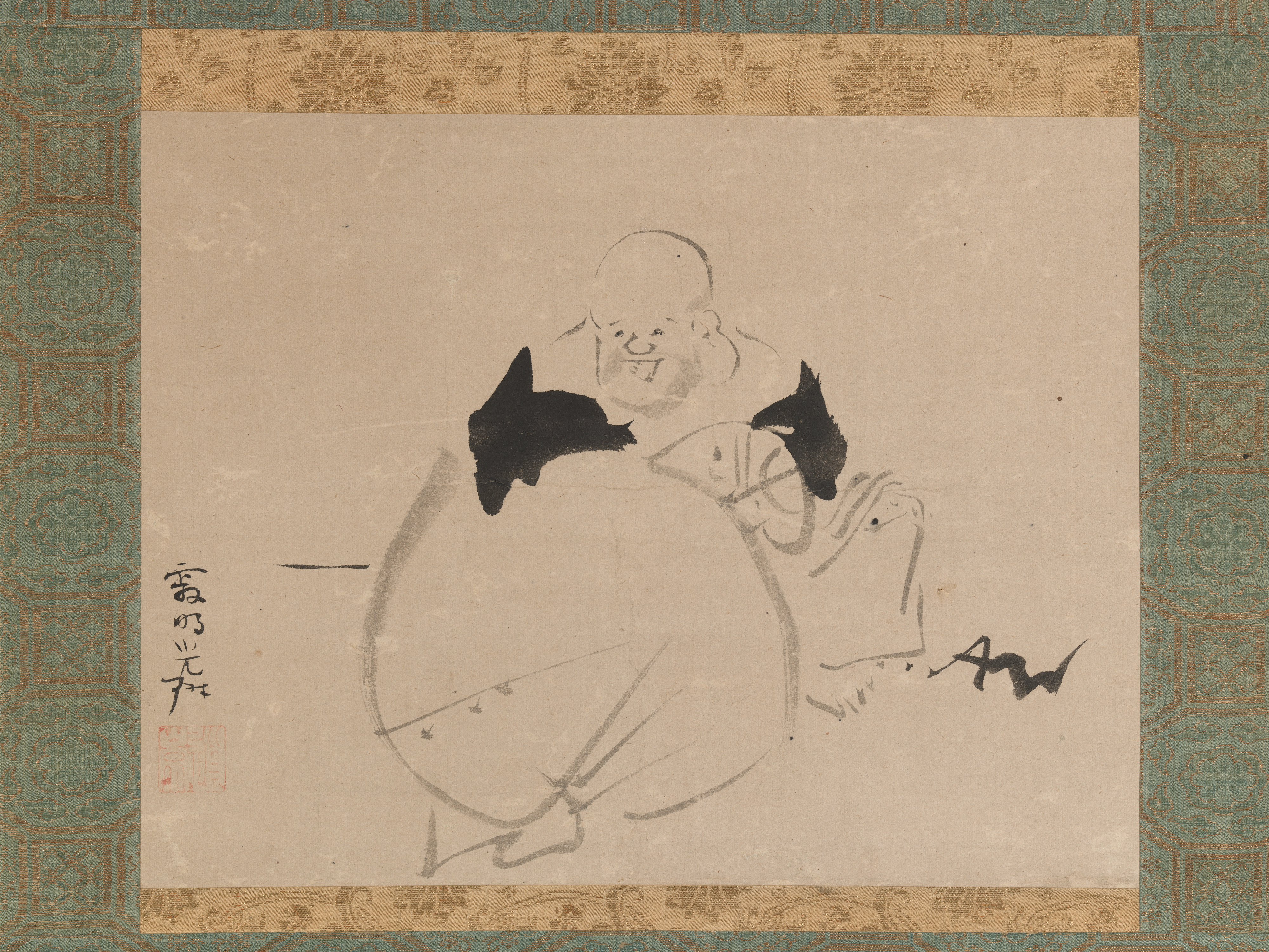
Хотей, малюнок Огати Коріна

Серед людей загальноприйнятим вважається, що для виконання бажань потрібно потерти фігурку по животу триста разів, пам'ятаючи про те, виконання чого ви хочете.

## Зображення Хотея
Хотей обов'язково щось тримає: зливки золота, монети, палицю, перлину, персик, віяло, що відганяє горе, мішок з багатством, що веде до дарчого коня. Іноді його зображують оточеним дітьми або він тримає дітей на руках — такі зображення вважаються талісманами плодючості. Хотей визначає людські долі та допомагає у здійсненні бажань. Хотей — бог багатства.

## Розміщення статуетки у приміщенні

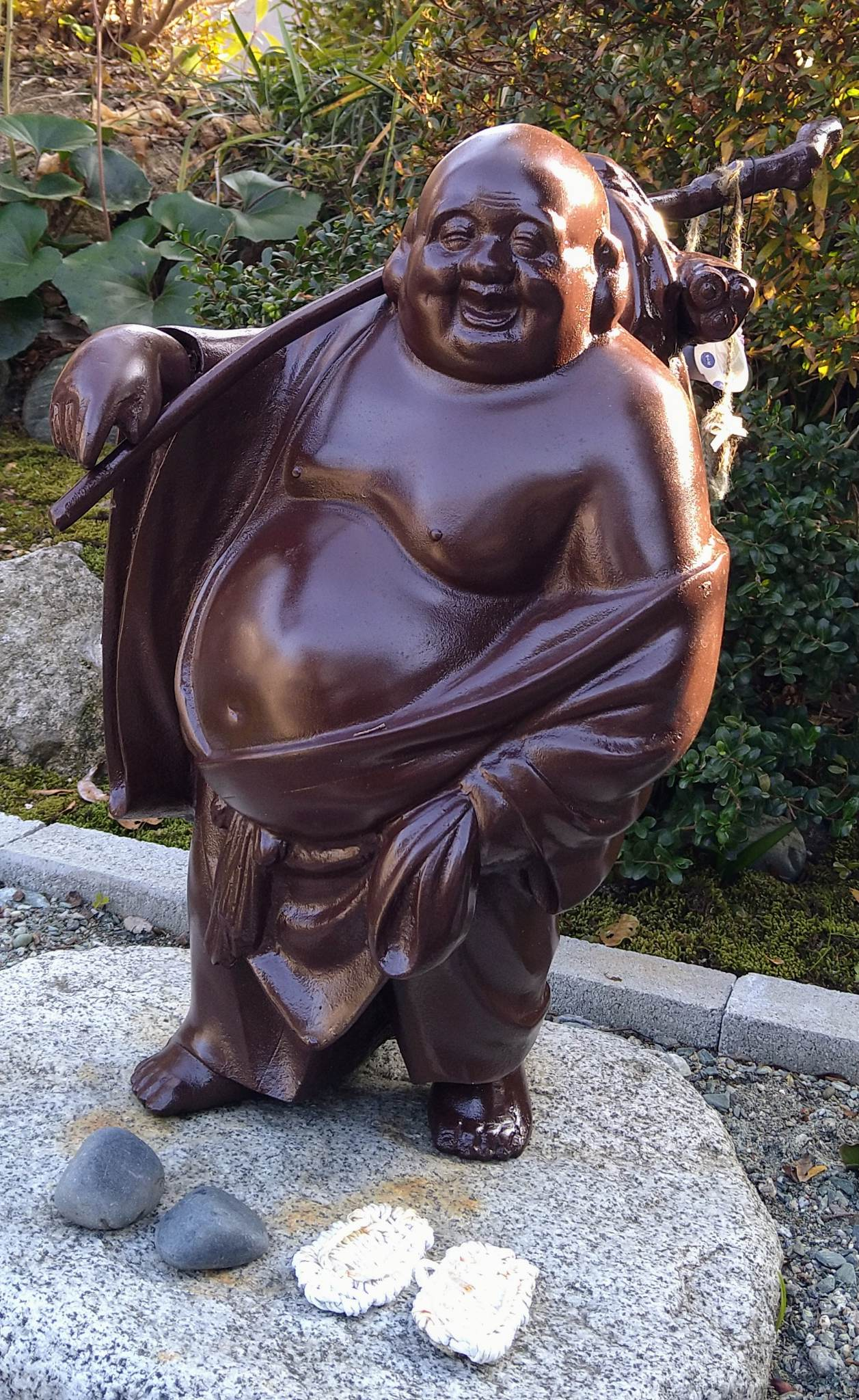
статуя Хотея

Статуетку Хотея зазвичай розміщують біля вхідних дверей у передпокої, тоді він принесе пошану та повагу. Можна вибрати розташування в південному секторі, що принесе господареві визнання, але найкраще розташувати статуетку на самому видному місці. Якщо божество щастя тримає золото та монети, його потрібно поставити в секторі багатства, якщо бамбук, сектор здоров'я, а якщо в руках у Хотея перлина, то вибирають сектор мудрості тощо. Також зображення Хотея носять у вигляді нецке.